# Tour de Romandía 1991
La 45.ª edición del Tour de Romandía se disputó del 7 de mayo al 12 de mayo de 1991 con un recorrido de 786,1 km dividido en un prólogo inicial y 6 etapas, con inicio en Chiasso, y final en Ginebra.
El vencedor fue el helvético Tony Rominger, cubriendo la prueba a una velocidad media de 37,4 km/h.

## Etapas[1]
| Etapa   | Recorrido                 | Km    | Ganador              |
| Prólogo | Chiasso                   | 3,4   | Pascal Richard       |
| 1.ª     | Chiasso                   | 174   | Jean-Claude Leclercq |
| 2.ª     | Bains de Saillon-La Fouly | 141,3 | Tony Rominger        |
| 3.ª     | La Fouly-Friburgo         | 179,9 | Stephen Hodge        |
| 4.ªa    | Friburgo-Brügg            | 73,6  | Serge Demierre       |
| 4.ªb    | Brügg                     | 19,4  | Tony Rominger        |
| 5.ª     | Brügg-Ginebra             | 194,5 | Pascal Richard       |

## Clasificaciones
Así quedaron los diez primeros de la clasificación general de la segunda edición del Tour de Romandía
| \| 1. \| Tony Rominger \| Suiza \| 21h 00'19" \| \| \| 2. \| Robert Millar \| Reino Unido \| + 1'31" \| \| \| 3. \| Mike Carter \| Estados Unidos \| + 2'52" \| \| \| 4. \| Stephen Hodge \| Australia \| + 3'00" \| \| \| 5. \| Laurent Dufaux \| Suiza \| + 3'27" \| \| \| 6. \| Uwe Ampler \| Alemania \| + 3'52" \| \| \| 7. \| Zenon Jaskuła \| Polonia \| + 4'06" \| \| \| 8. \| Denis Roux \| Francia \| + 4'50" \| \| \| 9. \| Gianni Bugno \| Italia \| + 5'12" \| \| \| 10. \| Pedro Delgado \| España \| + 5'38" \| \| |                |                |            |  |
| 1. | Tony Rominger  | Suiza          | 21h 00'19" |  |
| 2. | Robert Millar  | Reino Unido    | + 1'31"    |  |
| 3. | Mike Carter    | Estados Unidos | + 2'52"    |  |
| 4. | Stephen Hodge  | Australia      | + 3'00"    |  |
| 5. | Laurent Dufaux | Suiza          | + 3'27"    |  |
| 6. | Uwe Ampler     | Alemania       | + 3'52"    |  |
| 7. | Zenon Jaskuła  | Polonia        | + 4'06"    |  |
| 8. | Denis Roux     | Francia        | + 4'50"    |  |
| 9. | Gianni Bugno   | Italia         | + 5'12"    |  |
| 10. | Pedro Delgado  | España         | + 5'38"    |  |